# Онеймія (Міннесота)
Онеймія (англ. Onamia) — місто (англ. city) в США, в окрузі Мілль-Лак штату Міннесота. Населення — 784 особи (2020).

## Географія
Онеймія розташована за координатами 46°4′14″ пн. ш. 93°39′52″ зх. д. / 46.07056° пн. ш. 93.66444° зх. д. (46.070610, -93.664497).  За даними Бюро перепису населення США в 2010 році місто мало площу 2,52 км², з яких 2,48 км² — суходіл та 0,04 км² — водойми.

## Демографія
Згідно з переписом 2010 року, у місті мешкало 878 осіб у 349 домогосподарствах у складі 167 родин. Густота населення становила 349 осіб/км².  Було 398 помешкань (158/км²).
Расовий склад населення:
| - 83,0 % — білих - 9,9 % — корінних американців - 2,3 % — чорних або афроамериканців - 0,7 % — азіатів |

До двох чи більше рас належало 3,8 %. Частка іспаномовних становила 1,7 % від усіх жителів.
За віковим діапазоном населення розподілялося таким чином: 28,0 % — особи молодші 18 років, 47,3 % — особи у віці 18—64 років, 24,7 % — особи у віці 65 років та старші. Медіана віку мешканця становила 41,7 року. На 100 осіб жіночої статі у місті припадало 114,7 чоловіків;  на 100 жінок у віці від 18 років та старших — 92,1 чоловіків також старших 18 років.
Середній дохід на одне домашнє господарство  становив 41 438 доларів США (медіана — 29 583), а середній дохід на одну сім'ю — 57 142 долари (медіана — 48 750). Медіана доходів становила 38 500 доларів для чоловіків та 38 750 доларів для жінок. За межею бідності перебувало 25,7 % осіб, у тому числі 34,8 % дітей у віці до 18 років та 25,2 % осіб у віці 65 років та старших.
Цивільне працевлаштоване населення становило 291 осіб. Основні галузі зайнятості: мистецтво, розваги та відпочинок — 30,9 %, освіта, охорона здоров'я та соціальна допомога — 29,9 %, виробництво — 12,7 %, роздрібна торгівля — 7,9 %.